# شفیع‌آباد (جغتای)
شفیع‌آباد، روستایی از توابع بخش هلالی و در شهرستان جغتای استان خراسان رضوی ایران است.
این روستا غربی ترین نقطه استان خراسان رضوی از لحاظ مختصات جغرافیایی و مسکونی بودن است.

## جمعیت
این روستا در دهستان پایین جوین قرار داشته و بر اساس سرشماری سال ۱۳۸۵ جمعیت آن ۲۷۴ نفر (۷۹ خانوار)
بوده‌است.